# Galium firmum
Galium firmum là một loài thực vật có hoa trong họ Thiến thảo. Loài này được Tausch mô tả khoa học đầu tiên năm 1831.